# Пасаторе (Болоња)
Пасаторе (итал. Passatore) је насеље у Италији у округу Болоња, региону Емилија-Ромања.
Према процени из 2011. у насељу је живело 8 становника. Насеље се налази на надморској висини од 657 м.